# Kim Him-chan
Kim Him-chan (coreano: 김힘찬; Seúl, 19 de abril de 1990), más conocido como Himchan (coreano: 힘찬), es un cantante y rapero surcoreano, mejor conocido por haber sido miembro del grupo masculino surcoreano B.A.P desde 2012 hasta 2019. Actualmente se encuentra retirado de la industria musical y del entretenimiento debido a sus sentencias por agresión física.

## Caso de agresión sexual
En 2021, Himchan fue condenado a 10 meses de prisión por agredir a una mujer en 2018.

## Filmografía

### Cine
| Año  | Título   | Papel | Nota                       |
| ---- | -------- | ----- | -------------------------- |
| 2011 | Mr. Idol | Cameo | Él mismo con Bang Yong-guk |

### Apariciones en vídeos musicales
| Año  | Vídeo musical                        | Artista                      |  |
| ---- | ------------------------------------ | ---------------------------- |  |
| 2010 | "Finally In It's Place (결국제자리)" | Jeong Seoul Gi               |  |
| 2011 | “Going Crazy”                        | Song Jieun ft. Bang Yong-guk |  |
| 2011 | “Shy Boy”                            | Secret                       |  |
| 2011 | “Starlight Moonlight”                | Secret                       |  |
| 2011 | "Never Give Up"                      | Bang & Zelo                  |  |

### Espectáculos musicales
| Año  | Cadena    | Título               | Papel              | Notas                                           |
| ---- | --------- | -------------------- | ------------------ | ----------------------------------------------- |
| 2011 | SBS MTV   | MTV The Show         | Presentador        |                                                 |
| 2012 | Mnet      | ¡METRO! Cuenta atrás | Anfitrión invitado | Con B.A.P, M! Countdown (23-02-2012)            |
| 2012 | Mnet      | MNET Wide News       | Anfitrión invitado | Con Young-jae (B.A.P) (13-09-2012) (27-09-2012) |
| 2013 | MBC Music | Mostrar campeón      | Anfitrión invitado | Con Young-jae, RT Show Chmpion (09/04/2013)     |